# Championnats du Guatemala de cyclisme sur route
Les championnats du Guatemala de cyclisme sur route sont les championnats nationaux de cyclisme sur route organisés par la Fédération cycliste du Guatemala. La première édition s'est tenue en 1936,. 

## Élites Hommes

### Podiums de la course en ligne
| Année | Vainqueur             | Deuxième            | Troisième             |              |
| ----- | --------------------- | ------------------- | --------------------- | ------------ |
| 1936  | Francisco Vielman     |                     |                       |              |
| 1937  | Ursulo Urizar         |                     |                       |              |
| 1952  | Marco Antonio Noval   | Julio Folgar        | Roberto Yantuch       |              |
| 1953  | Jorge Surqué          |                     |                       |              |
| 1954  | Julio Folgar          |                     |                       |              |
| 1955  | Jorge Surqué          |                     |                       |              |
| 1956  | Víctor Canel          | Jorge Armas         |                       |              |
| 1957  | Víctor Canel          | Jorge Armas         | Florencio Alvarado    |              |
| 1958  | Angel Altán Martínez  |                     |                       |              |
| 1959  | Manuel Enrique Arana  |                     |                       |              |
| 1960  | Carlos Humberto López |                     |                       |              |
| 1961  | Manuel Enrique Arana  |                     |                       |              |
| 1962  | Carlos Raúl Celis     |                     |                       |              |
| 1966  | Juan José Pontaza     |                     |                       |              |
| 1977  | Enrique Chinchilla    |                     |                       |              |
| 1979  | César Augusto del Cid |                     |                       |              |
| 1980  | José Cayetano Boches  |                     |                       |              |
| 1981  | José Cayetano Boches  |                     |                       |              |
| 1982  | Rolando Ovando (es)   |                     |                       |              |
| 1983  | Óscar Torres          |                     |                       |              |
| 1984  | Edin Nova             |                     |                       |              |
| 1985  | Celestino Santos      |                     |                       |              |
| 1986  | Edin Nova             |                     |                       |              |
| 1987  | Edin Nova             |                     |                       |              |
| 1988  | Edin Nova             |                     |                       |              |
| 1989  | Leonardo Obispo       |                     |                       |              |
| 1990  | Edin Nova             |                     |                       |              |
| 1991  | Marvin Escalante      |                     |                       |              |
| 1992  | René Ortiz            |                     |                       |              |
| 1993  | Gonzalo Santos        |                     |                       |              |
| 1994  | Antón Villatoro (de)  |                     |                       |              |
| 1995  | Gonzalo Santos        |                     |                       |              |
| 1996  | Gustavo Carillo       |                     |                       |              |
| 1997  | Fermín Méndez         |                     |                       |              |
| 1998  | Amílcar Gramajo       |                     |                       |              |
| 1999  | Fernando Escobar      |                     |                       |              |
| 2000  | Miguel Pérez          |                     |                       |              |
| 2001  | Fernando Escobar      |                     |                       |              |
| 2002  | Nery Velásquez        |                     |                       |              |
| 2003  | Nery Velásquez        |                     |                       |              |
| 2004  | Nery Velásquez        | Abel Jocholá        | Lizandro Ajcú         |              |
| 2005  | Johnny Morales        |                     |                       |              |
| 2006  | Gerson Pérez          | Juan Alvarado       | Carlos Hernández (en) |              |
| 2007  | Nery Velásquez        | Edgar Och           | Carlos Hernández (en) |              |
| 2008  | José Zeceña           | Rodrigo Castillo    | Mario Archila         |              |
| 2009  | Rolando Solomán       | Mario Pichiyá       | Asbel Rodas           |              |
| 2010  | Edgar Hoch            | Miguel Muñoz        | Carlos Magzul         |              |
| 2011  | Julián Yac            | Luis Marroquín      | Walter Escobar        |              |
| 2012  | Mario Archila         | Alder Torres        | Danny Morales         |              |
| 2013  | Julián Yac            | Alfredo Ajpacajá    | Nervin Jiatz          |              |
| 2014  | Nervin Jiatz          | Luis Marroquín      | Julián Yac            |              |
| 2015  | Manuel Rodas          | Luis Marroquín      | Julián Yac            |              |
| 2016  | Manuel Rodas          | Julián Yac          | Nervin Jiatz          |              |
| 2017  | Walter Escobar        | Manuel Rodas        | Santos Ajpacajá       |              |
| 2018  | Mardoqueo Vásquez     | Nervin Jiatz        | Alfredo Ajpacajá      |              |
| 2019  | Mardoqueo Vásquez     | Rony Julajuj        | Manuel Rodas          |              |
| 2020  | Pas organisé          | Pas organisé        | Pas organisé          | Pas organisé |
| 2021  | Rony Julajuj          | Sergio Chumil       | Fredy Toc             |              |
| 2022  | Mardoqueo Vásquez     | Pedro Pablo Morales | Celso Ajpacajá        |              |
| 2023  | Adolfo Vásquez        | Mardoqueo Vásquez   | Osweli González       |              |
| 2024  | Sergio Chumil         | Dorian Monterroso   | Rony Julajuj          |              |
| 2025  | Edgar Torres          | Adolfo Vásquez      | Dorian Monterroso     |              |

Multi-titrés
- 5 : Edin Nova
- 4 : Nery Velásquez
- 3 : Mardoqueo Vásquez
- 2 : Manuel Rodas, Julián Yac, Fernando Escobar, Gonzalo Santos, José Cayetano Boches, Manuel Enrique Arana, Víctor Canel, Jorge Surqué

### Podiums du contre-la-montre
| Année | Vainqueur        | Deuxième          | Troisième         |              |
| ----- | ---------------- | ----------------- | ----------------- | ------------ |
| 1996  | Sergio Godoy     |                   |                   |              |
| 2009  | Rodrigo Castillo | Johnny Morales    | Miguel Pérez      |              |
| 2010  | Manuel Rodas     | Johnny Morales    | Danny Morales     |              |
| 2011  | Luis Santizo     | Manuel Rodas      | Danny Morales     |              |
| 2012  | Manuel Rodas     | Lizandro Ajcú     | Alder Torres      |              |
| 2013  | Manuel Rodas     | Alder Torres      | Luis Santizo      |              |
| 2014  | Manuel Rodas     | Luis Santizo      | Alder Torres      |              |
| 2015  | Manuel Rodas     | Alder Torres      | Darwin Tejada     |              |
| 2016  | Manuel Rodas     | Walter Escobar    | Ángel Carranza    |              |
| 2017  | Manuel Rodas     | Alder Torres      | Brayan Ríos       |              |
| 2018  | Manuel Rodas     | Dorian Monterroso | Walter Escobar    |              |
| 2019  | Manuel Rodas     | Brayan Ríos       | Dorian Monterroso |              |
| 2020  | Pas organisé     | Pas organisé      | Pas organisé      | Pas organisé |
| 2021  | Manuel Rodas     | Fredy Toc         | Gerson Toc        |              |
| 2022  | Manuel Rodas     | Mardoqueo Vásquez | Julio Padilla     |              |
| 2023  | Manuel Rodas     | Henry Sam         | Brayan Ríos       |              |
| 2024  | Manuel Rodas     | Sergio Chumil     | Melvin Borón      |              |
| 2025  | Sergio Chumil    | Rony Julajuj      | Julio Ispaché     |              |

Multi-titrés
- 12 : Manuel Rodas

### Podiums du contre-la-montre par équipes
| Année     | Vainqueur                                                                                               | Deuxième                                                                                | Troisième                                                            |              |
| --------- | --- | --------------------------------------------------------------------------------------- | -------------------------------------------------------------------- | ------------ |
| 2017      | Walter Escobar Dorian Monterroso Manuel Rodas Osweli González Nervin Jiatz Alfredo Ajpacajá             |                                                                                         |                                                                      |              |
| 2018      | Manuel Rodas Walter Escobar Dorian Monterroso Celso Ajpacajá Osweli González Alfredo Ajpacajá Henry Sam |                                                                                         |                                                                      |              |
| 2019      | Walter Escobar Manuel Rodas Dorian Monterroso Henry Sam Alfredo Ajpacajá Osweli González                | Alder Torres Andrea De Silvestris Jonathan de León Gerson Toc Edgar Torres Julio Cirici |                                                                      |              |
| 2020-2021 | Pas organisé                                                                                            | Pas organisé                                                                            | Pas organisé                                                         | Pas organisé |
| 2022      | Alfredo Ajpacajá Walter Escobar Osweli González Julio Ispaché Dorian Monterroso Manuel Rodas Henry Sam  | Esdras Morales Fredy Toc Gerson Toc Edgar Torres Mardoqueo Vásquez                      | Fredy Bulux José Canastuj Christopher Díaz Rony Julajuj Elí Sisimith |              |

## Femmes

### Podiums de la course en ligne
| Année | Vainqueur        | Deuxième                     | Troisième            |
| ----- | ---------------- | ---------------------------- | -------------------- |
| 2010  | Sindy Morales    | Florinda De León             |                      |
| 2011  | Florinda De León | Anahi Amado Boesch           | María Dolores Molina |
| 2013  | Cynthia Lee      | Barbara Schoenfeld Rabanales | Gabriela Soto        |
| 2014  | Cynthia Lee      | Gabriela Soto                | Emelyn Galicia       |
| 2015  | Gabriela Soto    | Cynthia Lee                  | Olga Rodas           |
| 2016  | Cynthia Lee      | Gabriela Soto                | Andrea Guillen       |
| 2017  | Nicolle Bruderer | Gabriela Soto                | Cynthia Lee          |
| 2018  | Gabriela Soto    | Nicolle Bruderer             | Cynthia Lee          |
| 2019  | Gabriela Soto    | Florinda De León             | Stephany Castillo    |
| 2020  |                  |                              |                      |
| 2021  | Gabriela Soto    | Cynthia Lee                  | Valeska Gomez        |
| 2022  | Gabriela Soto    | Valeska Gomez                | Florinda De León     |
| 2023  | Gabriela Soto    | Marlen Aguilar               | Cynthia Lee          |
| 2024  | Gabriela Soto    | Lidia Inay                   | Valeska Gomez        |

Multi-titrées
- 7 : Gabriela Soto
- 3 : Cynthia Lee

### Podiums du contre-la-montre
| Année | Vainqueur            | Deuxième             | Troisième         |
| ----- | -------------------- | -------------------- | ----------------- |
| 2010  | Sindy Morales        | María Dolores Molina | Thelma Quan       |
| 2011  | María Dolores Molina | Thelma Macz          | Susana Zacarias   |
| 2013  | Andrea Guillen       | Maria Morales        | Cynthia Lee       |
| 2014  | Cynthia Lee          | Andrea Guillen       | Emelyn Galicia    |
| 2015  | Andrea Guillen       | Susana Santos        | Emelyn Galicia    |
| 2016  | Andrea Guillen       | Paula Guillen        | Cynthia Lee       |
| 2017  | Nicolle Bruderer     | Gabriela Soto        | Paula Guillen     |
| 2018  | Nicolle Bruderer     | Gabriela Soto        | Andrea Guillen    |
| 2019  | Andrea Guillen       | Gabriela Soto        | Stephany Castillo |
| 2020  |                      |                      |                   |
| 2021  | Gabriela Soto        | Cynthia Lee          | Valeska Gomez     |
| 2022  | Gabriela Soto        | Cynthia Lee          | Stephany Castillo |
| 2023  | Gabriela Soto        | Cynthia Lee          | Paula Guillen     |
| 2024  | Gabriela Soto        | Cynthia Lee          | Fatima Leonardo   |

Multi-titrées
- 4 : Andrea Guillen, Gabriela Soto
- 2 : Nicolle Bruderer

## Espoirs Hommes

### Podiums de la course en ligne
| Année | Vainqueur         | Deuxième       | Troisième         |              |
| ----- | ----------------- | -------------- | ----------------- | ------------ |
| 2008  | Rolando Solomán   | Mario Archila  | Freddy Colop      |              |
| 2009  | ?                 | ?              | ?                 | ?            |
| 2010  | Miguel Muñoz      | Mario Santizo  | Londy Morales     |              |
| 2011  | Walter Escobar    | Aldo Zamora    | Alder Torres      |              |
| 2012  | Alder Torres      | Hosman Chicol  | Dorian Monterroso |              |
| 2013  | Nervin Jiatz      | Luis Pop       | Marvin Solomán    |              |
| 2014  | Marvin Solomán    | Celso Ajpacajá | Brayan Ríos       |              |
| 2015  | Gerson Toc        | Celso Ajpacajá | Mardoqueo Vásquez |              |
| 2016  | Gerson Toc        | Celso Ajpacajá | Esdras Morales    |              |
| 2017  | Mardoqueo Vásquez | Amílcar Méndez | Esdras Morales    |              |
| 2018  | José Canastuj     | Dimas Vail     | Óscar Serech      |              |
| 2019  | Rony Julajuj      | Edgar Torres   | Julio Toroc       |              |
| 2020  | Pas organisé      | Pas organisé   | Pas organisé      | Pas organisé |
| 2021  | Sergio Chumil     | Victor Tuiz    | Ervin Pérez       |              |
| 2022  | Ramón Ajpacajá    | Wilson Chonay  | Edwin Sam         |              |
| 2023  | Sabino Ajpacajá   | Bryan Sacor    | Wilson Chonay     |              |
| 2024  | Rudy Matzar       | Wilder Calí    | Wilson Chonay     |              |
| 2025  | Diego Azaños      | Henry Huinac   |                   |              |

Multi-titrés
- 2 : Gerson Toc

### Podiums du contre-la-montre
| Année | Vainqueur         | Deuxième       | Troisième      |              |
| ----- | ----------------- | -------------- | -------------- | ------------ |
| 2012  | Alder Torres      | Miguel Muñoz   |                |              |
| 2013  | Marvin Solomán    | Luis Pop       | Edgar López    |              |
| 2014  | Brayan Ríos       | Nervin Jiatz   | Marvin Solomán |              |
| 2015  | Dorian Monterroso | Ángel Carranza | Ajpacajá       |              |
| 2016  | Ángel Carranza    | Celso Ajpacajá | André Bos      |              |
| 2017  | Fredy Toc         | Dilson Orozco  | Edgar Torres   |              |
| 2018  | Henry Sam         | Orlando Toc    | Melvin Borón   |              |
| 2019  | Edgar Torres      | Henry Sam      | José Canastuj  |              |
| 2020  | Pas organisé      | Pas organisé   | Pas organisé   | Pas organisé |
| 2021  | Sergio Chumil     | Henry Sam      | Edwin Sam      |              |
| 2022  | Elí Sisimith      | Edwin Sam      | Fredy Bulux    |              |
| 2023  | Sabino Ajpacajá   | Darío Rabinal  | Fredy Bulux    |              |
| 2024  | Darío Rabinal     | Diego Azañon   | German Rabinal |              |
| 2025  | Tony Ramos        | Darío Rabinal  | Diego Azañon   |              |

## Juniors Hommes

### Podiums de la course en ligne
| Année | Vainqueur      | Deuxième             | Troisième        |              |
| ----- | -------------- | -------------------- | ---------------- | ------------ |
| 2011  | Luis Pop       | Dorian Monterroso    | Marvin Solomán   |              |
| 2012  | ?              | ?                    | ?                | ?            |
| 2013  | Joselito Rodas | Gerson Toc           | Dilson Orozco    |              |
| 2014  | ?              | ?                    | ?                | ?            |
| 2015  | Fredy Toc      | Melvin Borón         | Miguel Cutz      |              |
| 2016  | Rony Julajuj   | Dimas Vail           | Dimas Vail       |              |
| 2017  | Sergio Chumil  | Julio Toroc          | Henry Sam        |              |
| 2018  | Ervin Pérez    | Walter Bosbely Pérez | Sergio Chumil    |              |
| 2019  | Brayan Sacor   | Edwin Sam            | Bernardo Aguilar |              |
| 2020  | Pas organisé   | Pas organisé         | Pas organisé     | Pas organisé |
| 2021  | Diego Azañon   | Jaime Cortez         | Cristhian Soto   |              |
| 2022  | Rudy Matzar    | Melvin Torres        | Darío Rabinal    |              |
| 2023  | Pedro Sipac    | Daniel de León       | Cristian Yool    |              |
| 2024  | Cristian López | Diego Barrios        | Elder Vázquez    |              |
| 2025  | Genry Cux      | Juan Yac             | Ervin Cux        |              |

### Podiums du contre-la-montre
| Année | Vainqueur          | Deuxième            | Troisième        |              |
| ----- | ------------------ | ------------------- | ---------------- | ------------ |
| 2009  | Julio Padilla      | Christian Quicibal  | Miguel Muñoz     |              |
| 2010  | Christian Quicibal | Dorian Monterroso   | Pablo Hernández  |              |
| 2011  | Marvin Solomán     | Dorian Monterroso   | Luis Pop         |              |
| 2012  | ?                  | ?                   | ?                | ?            |
| 2013  | Gerson Toc         | Berni Hidalgo       | Joselito Rodas   |              |
| 2014  | André Bos          | Luis Godoy          | Berni Hidalgo    |              |
| 2015  | André Bos          | Fredy Toc           | Melvin Borón     |              |
| 2016  | Melvin Borón       | Pedro Pablo Morales | Roberto Pop      |              |
| 2017  | Henry Sam          | Pedro Pablo Morales | Brandon Escobar  |              |
| 2018  | Sergio Chumil      | Brandon Escobar     | Fernando Escobar |              |
| 2019  | David Sisimith     | Sabino Ajpacajá     | Edwin Sam        |              |
| 2020  | Pas organisé       | Pas organisé        | Pas organisé     | Pas organisé |
| 2021  | Darío Rabinal      | Elí Sisimith        | Wilson Chonay    |              |
| 2022  | Darío Rabinal      | Lenín Orozco        | Víctor López     |              |
| 2023  | Melvin Torres      | Henry Marroquin     | Isandro Tzoy     |              |
| 2024  | Diego Barrios      | Luis Godoy          | Alfredo Ispaché  |              |
| 2025  | Ferlandy Morales   | Diego Barrios       | Juan Yac         |              |

Multi-titrés
- 2 : André Bos, Darío Rabinal